# NGC 2895
NGC 2895 (również PGC 27092) – galaktyka spiralna z poprzeczką (SBc), znajdująca się w gwiazdozbiorze Wielkiej Niedźwiedzicy. Odkrył ją John Herschel 9 lutego 1831 roku. Jest zaliczana do radiogalaktyk.